# Меандр (радіотехніка)

Синтез меандра з набору гармонік періодичного сигналу. Чим більше число гармонік, тим ближче до взірцевої форма сигналу.

Меа́ндр — нескінченний періодичний сигнал прямокутної форми який широко використовується у радіотехніці. Тривалість імпульсу і час між імпульсами у періоді такого сигналу дорівнюють одне одному.
Іншими словами, меандр — безкраїй, періодичний прямокутний сигнал із прогальністю 2.
Спектр меандра пропорційний до функції sinc(x).

## Види
Меандр може бути двополярним (спектр описується функцією sinc(x)) та уніполярним (sinc(x) + 1).
Сигнал такого виду створюється різними мультивібраторами (на транзисторах, логічних елементах, операційних підсилювачах).